# Mariusz Kwiecień
Mariusz Kwiecień (* 4. November 1972 in Krakau) ist ein polnischer Opernsänger (Bariton).

## Leben und Karriere
Nach dem Gesangsstudium an der Warschauer Musikakademie debütierte er in seiner Heimatstadt Krakau als Aeneas in Dido and Aeneas von Henry Purcell. 1996 trat er erstmals im Teatr Wielki in Warschau auf. Im selben Jahr, als er gerade 24 Jahre alt war, erhielt er den ersten Vertrag von der Metropolitan Opera in New York für Domenico Cimarosas komische Oper Il matrimonio segreto. Wenige Monate später wirkte er an der Uraufführung der Oper Der König Kandaules von Alexander von Zemlinsky an der Hamburger Staatsoper mit.
Innerhalb der nächsten Jahre folgten Einladungen an andere führende Opernhäuser: 1997 an die Wiener Staatsoper, 1998 an die Mailänder Scala, im folgenden Jahr zum Glyndebourne Festival. Einen Namen machte er sich zunächst in den Da-Ponte-Opern Mozarts: als Don Giovanni, Guglielmo und Graf Almaviva. Unter anderem trat er auch regelmäßig am Royal Opera House Covent Garden, der Opéra National de Paris, dem Gran Teatre del Liceu, der Wiener Staatsoper, der Bayerischen Staatsoper und der Lyric Opera of Chicago auf.
Sein Debüt in der Titelrolle in Eugen Onegin von Tschaikowski gab er im Herbst 2001 an der Grazer Oper. Als er in dieser Rolle 2006 am Moskauer Bolschoi-Theater gastierte, feierte ihn die russische Musikkritik. Als Eugen Onegin trat er auch an anderen führenden Opernhäusern auf, sie gilt neben dem Don Giovanni als ideal für seinen eher hohen Bariton und als sein Markenzeichen.
Im Herbst 2020 beendete er seine Karriere als Sänger wegen eines Rückenleidens. Er übernahm den Posten des Casting-Direktors an der Oper in Wrocław.
Er besitzt auch die US-Staatsbürgerschaft.

## Schallplatten
- Slavic Heroes, 2001 (Recital mit Arien aus russischen, polnischen und tschechischen Opern)
- Frédéric Chopin: Songs/Pieśni, 2009 (PL: Gold)[5]
- Johannes Brahms: Ein deutsches Requiem, 2009

## DVDs/Blurays
- Gaetano Donizetti: Lucia di Lammermoor, 2009 (Metropolitan Opera, mit Anna Netrebko, Piotr Beczała)
- Peter Tschaikowski: Eugen Onegin, 2009 (Bolschoi-Theater)
- Gaetano Donizetti: Don Pasquale, 2011 (Metropolitan Opera, mit Anna Netrebko)
- Peter Tschaikowski: Eugen Onegin, 2013 (Metropolitan Opera, mit Anna Netrebko, Piotr Beczała)
- Wolfgang Amadeus Mozart: Don Giovanni, 2014 (The Royal Opera House)
- Karol Szymanowski: Król Roger, 2015 (The Royal Opera House)
- Georges Bizet: Les pêcheurs de perles, 2017 (Metropolitan Opera, mit Diana Damrau)
- Gaetano Donizetti: La favorite, 2017 (Bayerische Staatsoper, mit Elīna Garanča)